# مشعل عبد الله الجابر الصباح
الشيخ الدكتور مشعل عبد الله الجابر الصباح (مواليد 1971) دبلوماسي كويتي وكاتب وأكاديمي ، وهو أحد أبناء الشيخ عبد الله الجابر الصباح ، حفيد حاكم الكويت الخامس الشيخ عبد الله بن صباح الصباح

## حياته العلمية والعملية
- درس الشيخ د.مشعل في المدرسة الفرنسية في المرحلتين الابتدائية والمتوسطة (1982-1987)[4]
- أمضى عاما في مدرسة رهبان في شمال كاليفورنيا (1987-1988)
- أنهى مرحلة الثانوية في المدرسة الأميركية في الكويت (1989)
- التحق بكلية ديانزا كوليج في شمال كاليفورنيا (1990-1991)
- حصل على البكالوريوس خلال عامين فقط في تخصص الصحافة من جامعة كاليفورنيا في نورثردج (1992)[5]
- عين كملحق ديبلوماسي في وزارة الخارجية وهو في سن الحادية والعشرين من عمره (1995-1993) واستقالة ليتفرغ للعمل الصحفي.
- مارس الكتابة الصحافية في جريدة «السياسة» في زاوية على الصفحة الأولى، و«الوطن» في صفحة منتدى الفكر والحضارة، و«القبس» في صفحة رأي الكاتب (1995-1999)
- نشر له عدة مقالات سياسية واجتماعية أكادمية في صحف مرموقه أمريكية (1999-2001)
- حصل على شهادة الماجستير في الرسم من جامعة شيكاغو (2000)
- تسلم ملف ترينداد وتوباغو في إدارة الأميركيتين في وزارة الخارجية (2001-2006)
- أمضى عاما في معهد ماساشوستس للتكنولوجيا في إدارة العلوم السياسية (2004-2005)
- التحق في جامعة شيكاغو ببرنامج الدكتوراه (2005)
- خدم في سفارة دولة الكويت في كوالالمبور ـ ماليزيا بمنصب القنصل والسكرتير الثالث لمدة أربع سنوات (2006-2009)[6]
- التحق ببرنامج شهادة ماجستير

في دراسات الشرق الأوسط في جامعه هارفارد (2008)
- حصل على شهادة ماجستير ثانية في الإدارة العامة من جامعة هارفارد (2010)
- أنهى دراسه الدكتوراه في جامعة كينكز كوليج بلندن بتخصص دراسات الشرق الأوسط وبأطروحة عن دور المرأة الكويتية في الحياة السياسية خلال الفترة من 1990 ـ 2009 (2011)[7]
- درس، كاستاذ جامعي، مواد علوم سياسية في جامعه الخليج للعلوم والتكنلوجيا في الكويت (2011-2013)
- عين في منصب السكرتير الأول في ادارة المحفوظات (2013)
- عين في سفارة دولة الكويت في بيرن - سويسرا (2015) .
- عين في منصب مستشار في وزارة الخارجية، بعد ان مكث 11 عاما بدرجة سكرتير أول.
- نشر أربعة كتب باللغة الإنجليزية، «تطلعات أمير عربي» عن دار كيكن بول انترنشنال (1999) وتم اعده نشره دار منيرفا (2001). «الحياة السياسية في الكويت ودور المرأة فيها» عن دار أي بي تورس المرموقة (2013). وكتاب بعنوان «أسرة الصباح الحاكمة والكويت» عن دار أثيكا برس (2014).

## حياته العائلية
متزوج من عايشة اشلاش ابوشيبة. وله أربعة ابناء: ساره ، راكان ،صوفيا ، ماريان.
مراجع
1. فهد الراشد، «الأسرة الحاكمة في الكويت»، 06-14-2012، متوفر على http://www.sons-al-dr.com/vb/showthread.php?t=219
2. حدث في مثل هذا اليوم في الكويت دخل في 18 سبتمبر 2008
<br
3. * موقع بوابة الشيخ نايف أحمد الصباح - شجرة عائلة الصباح
4. محمد حنفي، «التشدد الديني يغلق الكويت»، القبس، 2011/06/25، متوفر على http://www.alqabas.com.kw/node/695006<br
5. دليل الكويت: http://www.q8links.com/site/person/comment/3740<br
6. محمد الخالدي، «عدد كبير من أبناء الأسرة الحاكمة غير راضين عما يحدث في الكويت»، الأنباء، 24 أكتوبر 2011، متوفر على
http://www.alanba.com.kw/ar/kuwait-news/237063/24-10-2011<br
7. محمد الخالدي، «دور المرأة في السياسة الكويتية»، الأنباء، 6 مايو 2012، متوفر على
http://www.alanba.com.kw/weekly/literature-and-culture/289829/06-05-2012
<br